# Șimleu Silvaniei

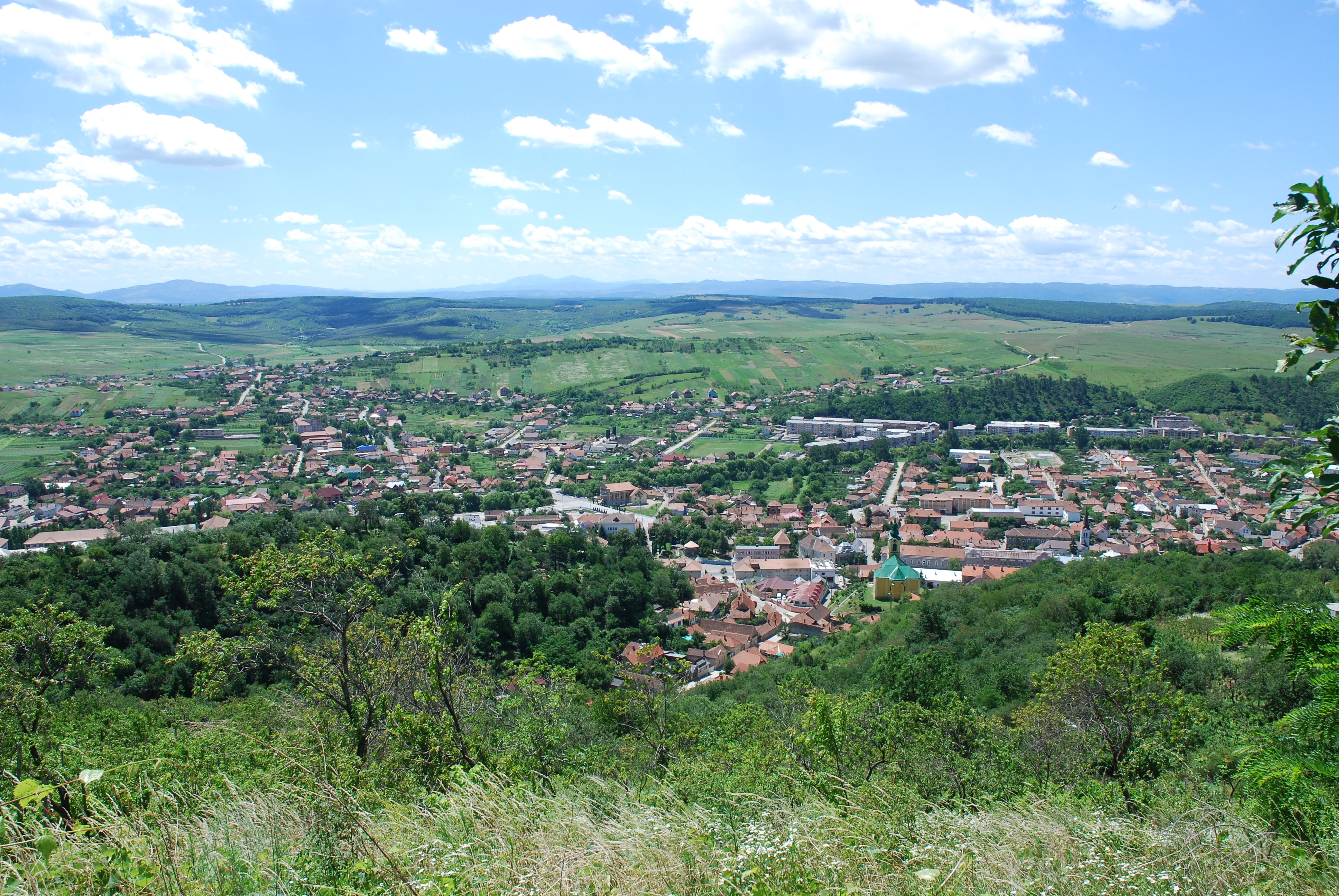
Blick auf Șimleu Silvaniei

Șimleu Silvaniei (veraltet Șimlău oder Șimleul Sălajului; deutsch Schomlenmarkt, ungarisch Szilágysomlyó) ist eine Stadt im Kreis Sălaj im Kreischgebiet in Rumänien.

## Geographische Lage
Șimleu Silvaniei liegt im westlichen Hügelland Rumäniens (Dealurile de Vest) und innerhalb dessen in der Talsenke Depresiunea Șimleului am Oberlauf des Flusses Crasna. Die Kreishauptstadt Zalău befindet sich etwa 20 km östlich.

## Geschichte
Älteste archäologische Funde in der Region stammen aus dem 2. Jahrhundert v. Chr., der Zeit der Daker. In den Jahren 1797 und 1889 wurden auf demselben Grundstück die zwei Schatzfunde von Szilágysomlyó entdeckt, die aus dem 4./5. Jahrhundert nach Chr. stammen und die auf die Anwesenheit ostgermanischer, vermutlich gepidischer Stämme hindeuten.
Die erste urkundliche Erwähnung von Șimleu Silvaniei stammt von 1251 unter dem Namen Vathasomlyowa. 1429 ist ein Markt erwähnt.
Die spätmittelalterliche Geschichte der Stadt ist wesentlich mit dem Namen Báthory verbunden. Diese Familie, die mehrere Herrscher Siebenbürgens stellte, hatte in der Stadt ihren Stammsitz. Seit dem 14. Jahrhundert ist ihre Burg nachgewiesen. Ende des 16. Jahrhunderts errichteten sie ein Herrenhaus in der Stadt; die Burg verfiel.
Nach der Schlacht bei Mohács (1526) zerfiel das Königreich Ungarn, zu dem Șimleu Silvaniei bis dahin gehört hatte. Die Stadt wurde Teil des Fürstentums Siebenbürgen und hatte von da an bis 1774 immer wieder unter Einfällen der osmanischen Armee zu leiden. Auch von den Kuruzenkriegen um 1700 und von Kampfhandlungen im Zuge der Revolution 1848 war die Stadt betroffen.
Vom Ende des 17. Jahrhunderts bis 1918 gehörte die Stadt zu Österreich-Ungarn, danach gelangte sie an Rumänien. Infolge des Zweiten Wiener Schiedsspruchs kam Șimleu Silvaniei von 1940 bis 1944 vorübergehend wieder zu Ungarn. Während des Zweiten Weltkrieges wurden die meisten der in der Stadt ansässigen Juden in Vernichtungslager deportiert.
Die wichtigsten Wirtschaftszweige der Stadt sind die Holzverarbeitung, Möbel- und Textilherstellung sowie die Weinproduktion.

## Bevölkerung
1850 lebten auf dem Gebiet der heutigen Stadt 4027 Menschen, davon etwa 60 % Ungarn. Im Jahr 1920 bezeichneten sich von den damals 7954 Einwohnern 3511 als Ungarn, 2701 als Rumänen und 1597 als Juden. Seit dem Ende des Zweiten Weltkrieges stellen die Rumänen die Mehrheit der Bevölkerung. 1956 war die Zahl der Juden auf 265 gesunken. 1992 wurde mit 17.642 die höchste Einwohnerzahl erreicht. Bei der Volkszählung 2002 wurden in der Stadt 16.066 Einwohner registriert, davon 13.547 in der eigentlichen Stadt und 2519 in den drei Katastralgemeinden. 10.553 waren Rumänen, 4010 Ungarn, 1425 Roma, 39 Slowaken, 14 Deutsche, 2 Juden und 23 Angehörige anderer Nationalitäten.

## Verkehr
Șimleu Silvaniei liegt an einer Nebenbahnstrecke von Săcueni nach Sărmășag. Durch die Stadt führt die Nationalstraße DN1H von Negreni nach Aleșd. Es bestehen regelmäßige Busverbindungen u. a. nach Cluj-Napoca und Zalău.

## Sehenswürdigkeiten
- Ruinen der Báthory-Burg (16. Jahrhundert)
- Kloster der Hl. Dreieinigkeit im Ortsteil Bic (1720/1994)
- Synagoge (1876), heute Holocaust-Museum
- Katholische Kirche (1532)

## Persönlichkeiten
- Christoph Báthory (1530–1581), Fürst von Siebenbürgen
- Stephan Báthory (1533–1586), Fürst von Siebenbürgen und König von Polen-Litauen
- Sophia Báthory (1629–1680), Gemahlin von Fürst Georg II. Rákóczi
- Joe Pasternak (1901–1991), Hollywood-Filmregisseur
- Miklós Nyiszli (1901–1956), jüdisch-ungarischer Autor
- Zoltan Farmati (1924–2006), Fußballspieler
- Liviu Antal (* 1989), Fußballspieler